# Speciale dag
Sommige dagen in het jaar hebben een jaarlijkse speciale betekenis of herdenking in het jaar. Daarom zijn deze hier gegroepeerd onder de noemer speciale dag. Het gaat steeds om dagen waarin de naam "dag" in voorkomt. Zo worden bijvoorbeeld Valentijn, Halloween, etc. hier niet in opgenomen.

## Specialemaandagen
- Verloren maandag of verzworen maandag of koppermaandag: eerste maandag na Driekoningen
- Rosenmontag of Carnavalsmaandag, maandag tijdens carnaval, vóór Vastenavond. Er is dan een maandagsstoet.
- Paasmaandag: maandag na Paaszondag (Pasen), ook wel 2de Paasdag genoemd
- Pinkstermaandag: maandag na Pinksterzondag (Pinksteren), ook wel 2de Pinksterdag genoemd
- Roze Maandag: de maandag tijdens de jaarlijkse Tilburgse Kermis in juli, die in het teken staat van LHBT-emancipatie
- Zwarte maandag:
  - Grootste val van Dow Jones 1987
  - verwerping van aanpassing van verdrag van Rome 1991
  - daling van AEX-koers met bijna 9% (september 2008) of meer dan 9% (oktober 2008)
- Blue Monday: Volgens sommigen de meest deprimerende dag van het jaar

## Specialedinsdagen
- carnavalsdinsdag,  Vastenavond, ook wel Vette dinsdag (Mardi Gras), Pancake Tuesday (Iers), Shrove Tuesday (katholiek): laatste dag van carnaval, dag voor Aswoensdag
- Kerstdinsdag; dinsdag die valt op kerstavond of op kerstdag of eerste dinsdag na kerstdag
- Dolle Dinsdag: de dag waarop veel Nederlanders ten onrechte dachten dat de bevrijding was begonnen (dinsdag 5 september 1944)
- Patchdinsdag: omdat Microsoft elke tweede dinsdag van de maand patches voor zijn producten uitbrengt staat deze dag bekend als Patch Tuesday, door sommige systeembeheerders ook wel Black Tuesday genoemd.
- Zwarte dinsdag: 
  - beurskrach in New York 1921
  - Zwarte Dinsdag, bloedbad in Suriname 1933
  - terroristische aanslagen in New York en Washington 2001
  - Patchdinsdag (zie hoger)
- Prinsjesdag: in Nederland is het jaarlijks op de derde dinsdag van september
- D-Day: de dag van de landing in Normandië van de geallieerde troepen (dinsdag 6 juni 1944)
- Duurzame dinsdag
- Gladde dinsdag, 23 januari 1979, ijzel in heel Nederland

## Specialewoensdagen
- Aswoensdag: valt op de zevende woensdag voor Pasen, het is de dag na Carnaval en het begin van de rooms-katholieke vastentijd.
- Schortelwoensdag of schorselwoensdag: de woensdag voor Pasen, de dag wordt zo genoemd omdat het klokgelui wordt opgeschort tot Stille Zaterdag.
- Zwarte woensdag:
  - terugtrekking van pond uit ERM 1992
  - Tsjechische benaming voor Schortelwoensdag
- Biddag voor Gewas en Arbeid: in Nederlandse protestantse kerken op de tweede woensdag in maart.
- Dankdag voor Gewas en Arbeid: In Nederlandse protestantse kerken op de eerste woensdag in november. (In Zeeland op de laatste woensdag in november)

## Specialedonderdagen
- Witte Donderdag: donderdag voor Pasen
- Vette Donderdag: donderdag voor Aswoensdag. De eerste feestdag van carnaval, gevierd in Polen en Duitsland.[1]
- Kerstdonderdag: donderdag die valt op kerstavond of op kerstdag of eerste donderdag na kerstdag (nooit op 31 december)
- Donderdag Meppeldag: jaarlijks toeristisch evenement in de zomervakantie op zes achtereenvolgende donderdagen in Meppel
- Zwarte donderdag: 
  - beurskrach New York 1929
  - gewelddadige politieke demonstraties Guatemala 2003
- Hemelvaartsdag: valt elk jaar op de zesde donderdag na Pasen
- Thanksgiving Day in de Verenigde Staten: jaarlijks op de vierde donderdag in november

## Specialevrijdagen
- Goede Vrijdag: vrijdag voor Pasen, de dag waarop de kruisiging van Jezus wordt herdacht
- Eerste vrijdag: De eerste vrijdag van de maand zijn in de katholieke kerk de vieringen toegwijd aan de Heilig-Hart-verering
- Vrijdag de dertiende: voor sommigen een ongeluksdag
- Zwarte vrijdag: 
  - staking in Glasgow, 1919
  - slag om Woensdrecht, 1944
  - slag boven Førdefjord, 1945
  - protest in Iran, 1978
  - financiële paniek in VS, 1869
  - laatste werkdag voor kerstvakantie in Verenigd Koninkrijk, drukste verkeersdagen
- Black Friday: dag na Thanksgiving Day in VS, waarop winkels kortingen geven - meestal niet alleen die dag maar ook de hele week of maand
- Witte vrijdag: 25 november 2005, zware sneeuwval in oost-Nederland met veel ingestorte daken en lamgelegd openbaar vervoer
- Casual Friday: het gebruik waarin binnen bedrijven op vrijdagen de kledingvoorschriften worden versoepeld
- Paarse vrijdag: de dag waarop scholieren en studenten door het dragen van de kleur paars op school hun solidariteit kunnen tonen met lhbt+'ers

## Specialezaterdagen
- Nieuwjaarszaterdag: Eerste zaterdag van het jaar
- Zwarte zaterdag (verkeer): drukste verkeersdagen in de zomer vanwege massale vakantie-uittocht
- Zwarte Zaterdag (Egypte): oproer in Egypte in 1952
- Carnavalszaterdag: zaterdag voor carnaval
- Stille Zaterdag of Paaszaterdag: zaterdag voor Pasen
- Nationale Molendag en Landelijke Fietsdag, 2e zaterdag in mei
- Roze Zaterdag: homo-evenement in Nederland en België
- Open Monumentendag: valt in Nederland op de 2de zaterdag en/of zondag van september, in Vlaanderen altijd op de 2de zondag van september
- Dag van de klant: laatste zaterdag van september in Vlaanderen, klanten krijgen op die dag in de meeste winkels een klein geschenkje als ze iets kopen
- Kerstzaterdag: zaterdag die valt op kerstavond of op kerstdag of eerste zaterdag na kerstdag (nooit 31 december!)

## Specialezondagen
- Nieuwjaarszondag: Eerste zondag van het jaar
- Driekoningenzondag of openbaringszondag: Eerste zondag na Nieuwjaar (nooit op Nieuwjaarsdag)
- 4 tot 9 openbaringszondagen of zondagen van Epifanie, de zondag na Driekoningenzondag wordt de eerste openbaringszondag genoemd, zo gaat het verder tot minimum vierde openbaringszondag of maximum negende openbaringszondag naargelang wanneer aswoensdag valt
- Carnavalszondag: dag waarop carnaval valt, er is dan een zondagsstoet
- Koopzondag of winkelzondag: zondag waarop winkels open mogen zijn, komt alleen voor in landen waar winkels niet onbeperkt op zondag open mogen zijn
- Vastenzondag: de 7 zondagen voor Pasen
- Zwarte zondag: 
  - tweede zondag voor Pasen
  - doorbraakoverwinning Vlaams Blok bij de federale verkiezingen van 1991
  - boek van Thomas Harris
- Palmzondag: zondag voor Pasen, de laatste zondag van de Vastenperiode
- Paaszondag of eerste Paasdag: valt de eerste zondag na de eerste volle maan vanaf het begin van de lente (20/21 maart)
- Pinksterzondag of eerste Pinksterdag: valt op vijftigste Paasdag, de zevende zondag na Pasen
- Autoloze zondag: Zondag dat het verboden is om met de auto te rijden, valt meestal in september, in Nederland in 1973.
- Vredeszondag: eerste zondag vredesweek en voorlaatste zondag van september
- Gedachteniszondag: verschillend van parochie tot parochie, ofwel eerste zondag na Allerheiligen, ofwel laatste zondag van kerkelijk jaar (5 zondagen voor Kerstmis)
- Voleindingszondag of eeuwigheidszondag:  laatste zondag van kerkelijk jaar, 5 zondagen voor Kerstmis
- Adventszondag: de 4 zondagen voor Kerstmis
- Kerstzondag: eerste zondag voor of na kerstdag of kerstdag zelf (voor: koopzondag, kerstdag zelf als het op zondag valt, na: zondag tussen kerstdag en Nieuwjaar)
- Moederdag: tweede zondag in mei, hoewel in sommige streken Moederdag op 15 augustus gevierd wordt
- Vaderdag: tweede zondag in juni in Vlaanderen, derde zondag in juni in Nederland en Suriname
- Open Monumentendag: valt in Vlaanderen altijd op de 2de zondag van september, in Nederland 2de zaterdag en/of zondag van september
- Open Bedrijvendag: eerste zondag van oktober in Vlaanderen
- Gemeentezondag: jaarlijkse kerkdienst in teken van de gemeente/parochie/wijk in Nederland
- Bloedige Zondag: er zijn verschillende incidenten geweest op een zondag, die bloedige zondag worden genoemd (waaronder Bloody Sunday in Noord-Ierland)
- Rode Zondag: begin van de Russische Revolutie van 1905